# Vu Cẩn
Vu Cẩn (chữ Hán: 于谨, 493 – 568), tự Tư Kính, tên lúc nhỏ là Cự Di, dân tộc Tiên Ti, người Lạc Dương, Hà Nam (nay là Lạc Dương, Hà Nam), tướng lĩnh nhà Bắc Ngụy, nhà Tây Ngụy, nhà Bắc Chu, khai quốc công thần nhà Tây Ngụy, nhà Bắc Chu, một trong "Bát Trụ Quốc" nhà Tây Ngụy trong lịch sử Trung Quốc.

## Xuất thân
Vu Cẩn vốn có họ là Vật Nữu Vu, sau khi Bắc Ngụy Hiếu Văn đế tiến hành Hán hóa, đổi làm Vu. Ông tổ 6 đời là Vật Nữu Vu Lật Đê (sử sách đều chép là Vu Lật Đê), danh tướng nhà Bắc Ngụy. Ông cụ là Vu Bà, làm Hoài Hoang trấn tướng. Ông nội là Vu An Định, làm Bình Lương quận thú, Cao Bình quận tướng. Cha là Vu Đề, làm Lũng Tây quận thú, Nhẫm Bình huyện bá; năm Bảo Định thứ 2 (532), nhờ Cẩn có công, được truy tặng Sứ trì tiết, Trụ quốc đại tướng quân, Thái bảo, Kiến Bình quận công.
Cẩn tính thâm trầm, có hiểu biết, có đọc qua kinh sử, rất thích Tôn tử binh pháp. Thiếu thời sống lặng lẽ ở quê nhà, chưa có ý muốn làm quan. Có người khuyên bảo, Cẩn nói: "Quan chức ở châu quận, người xưa khinh bỉ; quan chức ở triều đình, cần đợi đến lúc. Tôi nên đi chơi khắp các nơi, chờ đến sang năm vậy!" Thái tể Nguyên Thiên Mục gặp ông, than rằng: "Có tài Vương tá đây!"

## Đời Bắc Ngụy: trấn áp khởi nghĩa

### Tham gia quân đội
Khi Phá Lục Hàn Bạt Lăng nổi dậy, lại thêm Nhu Nhiên phản Ngụy, Đại hành đài Bộc xạ Nguyên Toản soái quân đánh dẹp, nghe tiếng Cẩn, triệu làm Khải tào tham quân sự, theo quân bắc phạt. Nhu Nhiên nghe tin đại quân đến, bèn chạy ra khỏi biên ải. Toản lệnh cho Cẩn soái 2000 kỵ binh đuổi theo, đến Úc Đối Nguyên (không rõ vị trí hiện nay), trước sau đánh 17 trận, thu hàng tất cả bọn họ.
Sau đó Cẩn soái khinh kỵ ra khỏi biên ải dò xét nghĩa quân, bất ngờ gặp phải mấy ngàn kỵ binh Thiết Lặc. Ông cho rằng ít không địch nổi nhiều, chạy cũng không thoát, bèn phân tán mọi người, tìm nơi rậm rạp mà trốn. Lại sai người lên núi chỉ trỏ, ra vẻ sắp đặt quân đội. Địch trông thấy, tuy ngờ rằng có phục binh, nhưng cậy đông không sợ, bèn tiến quân bức đến. Cẩn có hai con tuấn mã: 1 tía, 1 qua (mình vàng mõm đen), kẻ địch đều biết. Ông bèn sai hai người cưỡi hai con tuấn mã này xông ra, kẻ địch cho đấy là Cẩn, tranh nhau đuổi theo. Ông bèn soái quân ra đánh, kẻ địch bèn bỏ chạy, nhờ đó Cẩn và bộ hạ trở vào biên ải.

### Phò tá Nguyên Uyên
Năm Chánh Quang thứ 5 (524) , Hành đài Quảng Dương vương Nguyên Uyên tham gia bắc phạt, tiến Cẩn làm Trưởng lưu tham quân, tiếp đãi theo lễ. Mỗi khi có việc gì đều cùng Cẩn bàn bạc; lại sai con là Phật Đà bái ông làm thầy. Ông cùng Nguyên Uyên phá được nghĩa quân của Hộc Luật Dã Cốc Lộc.
Cuối thời Bắc Ngụy, thiên tai liên tiếp, chiến loạn khắp nơi, Cẩn bèn khuyên Nguyên Uyên không nên lạm dùng vũ lực, Uyên nghe theo. Ông vốn tinh thông thổ âm các nơi, bèn một ngựa đi chiêu dụ nghĩa quân, bày tỏ lợi hại. Vì thế Tây bộ Thiết Lặc tù trưởng Khiết Liệt Hà đưa hơn 3 vạn hộ xin hàng, sắp dời về nam. Uyên muốn cùng Cẩn đến Chiết Phu lĩnh nghênh đón họ. Ông cho rằng Phá Lục Hàn Bạt Lăng ắt sẽ tập kích Khiết Liệt Hà, mà bọn Khiết Liệt Hà sớm muộn lại làm phản, cứ bỏ mặc họ, hãy bố trí mai phục Phá Lục Hàn Bạt Lăng. Uyên nghe theo. Quả nhiên Phá Lục Hàn Bạt Lăng phá được Khiết Liệt Hà trên núi, bắt hết dân chúng của Khiết Liệt Hà. Cẩn liền nổi phục binh, đánh cho nghĩa quân Phá Lục Hàn đại bại, giành lại dân chúng của Khiết Liệt Hà. Bắc Ngụy Hiếu Minh đế khen ngợi, ban cho ông làm Tích xạ tướng quân.
Tháng 5 năm Hiếu Xương đầu tiên (525), Cẩn theo Uyên đánh dẹp Tiên Vu Tu Lễ. Tháng 9, quân đến Bạch Ngưu La, Chương Vũ vương Nguyên Dung bị Tu Lễ giết, nên dừng lại ở Trung Sơn. Thị trung Nguyên Yến Tuyên gièm với Linh thái hậu rằng Uyên đã có ý khác, lại nói là do Vu Cẩn bày mưu. Linh thái hậu nổi giận, bèn yết bảng mộ người có thể đi bắt ông. Cẩn xin với Uyên cho mình vào triều giãi bày, Uyên đồng ý. Ông gặp được Linh thái hậu, hết lời trần tình lòng trung thành của Nguyên Uyên và lý do dừng quân, bà ta nguôi giận, tha cho Cẩn, còn gia chức Biệt tướng. Trong thời gian này, Uyên bị nghĩa quân Cát Vinh bắt giết.

### Quét sạch nghĩa quân
Năm thứ 2 (526), tướng Lương là Tào Nghĩa Tông chiếm cứ Nhương Thành, nhiều lần xâm phạm Bắc Ngụy. Triều đình lệnh cho Cẩn theo Hành đài thượng thư Tân Toản soái binh đánh dẹp. Giằng co mấy năm, giao chiến mấy chục trận, ông được tiến làm Đô đốc, Tuyên uy tướng quân, Nhũng tùng bộc xạ.
Hiếu Trang đế tức vị (528), Cẩn được ban chức Trấn viễn tướng quân, sau đó chuyển làm Trực tẩm. Lại theo Thái tể Nguyên Thiên Mục dẹp Cát Vinh, bình Hình Cảo, được bái làm Chinh lỗ tướng quân. Theo Nhĩ Chu Thiên Quang phá Mặc Kỳ Xú Nô, được phong Thạch Thành huyện bá, thực ấp 500 hộ.
Năm Phổ Thái đầu tiên (531), Cẩn được ban chức Chinh bắc đại tướng quân, Kim tử quang lộc đại phu, Tán kỵ thường thị. Lại theo Thiên Quang bình Túc Cần Minh Đạt, một mình cầm quân đánh dẹp được nghĩa quân Hạ Toại Hữu Phạt ở Hạ Châu, được thụ Đại đô đốc.

### Đầu quân Quan Trung
Theo Thiên Quang giao chiến với Cao Hoan ở trận Hàn Lăng, liên quân họ Nhĩ Chu thất bại, Cẩn chạy vào Quan Trung. Hạ Bạt Nhạc dâng biểu xin quan chức cho Cẩn, được làm Vệ tướng quân, Hàm Dương quận thú. Năm ấy, Vũ Văn Thái nắm quyền Hạ Châu, lấy Cẩn làm Phòng Thành đại đô đốc, kiêm Hạ Châu trưởng sử.
Khi Nhạc bị hại (534), Thái đến Bình Lương. Tháng 4, Cẩn khuyên Thái dựa vào Quan Trung mà xưng hùng, mời Hoàng đế dời đô về Trường An, rồi mượn danh nghĩa ấy mà hiệu lệnh thiên hạ. Thái rất vừa ý.
Gặp lúc Cẩn được gọi vào triều làm Cáp  nội đại đô đốc. Tháng 7, Cao Hoan bức đến Lạc Dương, ông theo Đế chạy vào Quan Trung. Tháng ấy, Cẩn theo Thái đánh Đồng Quan, phá thành Hồi Lạc, được thụ Sứ trì tiết, Xa kị đại tướng quân, Nghi đồng tam tư, Bắc Ung Châu thứ sử, tiến tước Lam Điền huyện công, thực ấp 1000 hộ.

## Đời Tây Ngụy: đánh đông dẹp nam

### Chiến tranh Lưỡng Ngụy
Năm Đại Thống đầu tiên (535), Cẩn được bái làm Phiếu kị đại tướng quân, Khai phủ nghi đồng tam tư.
Năm thứ 3 (537) , người Hạ Dương là Vương Du Lãng khởi binh ở Dương Thị Bích chống Tây Ngụy. Tháng 6, ông đánh dẹp, bắt được hắn ta. Năm ấy, đại quân Tây Ngụy tiến hành đông phạt, Cẩn làm tiền phong. Đến Bàn Đậu (nay là phía tây Linh Bảo, Hà Nam), phá được tướng Đông Ngụy là Cao Thúc Lễ, bắt hết bộ hạ của ông ta. Nhân đó nhổ thành Hoằng Nông (nay là Linh Bảo, Hà Nam), bắt Thiểm Châu thứ sử Lý Huy Bá. Tháng 9 nhuận, Cao Hoan đến Sa Uyển, Cẩn theo Thái ra sức chiến đấu, đại phá quân Đông Ngụy, được tiến tước Thường Sơn quận công, tăng ấp 1000 hộ.
Năm sau (538), Cẩn lại tham gia đánh bại quân Đông Ngụy ở trận Hà Kiều, được bái làm Đại thừa tướng phủ Trưởng sử, kiêm Đại hành đài thượng thư.
Tháng 3 năm thứ 7 (541), Kê Hồ soái là Hạ Châu thứ sử Lưu Bình chiếm cứ Thượng Quận làm phản, Cẩn soái quân đánh dẹp. Được ban chức Đại đô đốc, Hằng, Tinh, Yến, Tứ, Vân 5 châu chư quân sự, Đại tướng quân, Hằng Châu thứ sử. Vào triều làm Thái tử thái sư.
Tháng 2 năm thứ 9 (543), Bắc Dự Châu thứ sử Cao Trọng Mật của Đông Ngụy dâng châu hàng Tây Ngụy, Thái cất quân tiếp ứng, Cẩn lãnh binh tấn công Bách Cốc ổ (nay là đông nam Yển Sư, Hà Nam), nhổ được. Trận Mang Sơn nổ ra, quân Tây Ngụy gặp bất lợi, Cẩn soái bộ hạ vờ hàng, dừng ở bên đường. Cao Hoan thừa thắng xua quân đuổi theo, không hề nghi ngờ. Ông đợi cho truy binh qua khỏi, bèn từ phía sau tập kích, lại thêm Độc Cô Tín tập hợp tàn quân đến đánh, khiến cho quân Đông Ngụy rối loạn lui chạy, nên đại quân Tây Ngụy mới trở về an toàn.
Năm thứ 12 (546), được bái làm Thượng thư tả bộc xạ, lãnh chức Tư nông khanh.
Tháng 5 năm thứ 13 (547), Hầu Cảnh phản Đông Ngụy, dâng đất cầu viện Tây Ngụy, Vũ Văn Thái mệnh cho Lý Bật soái binh đi giúp. Cẩn can rằng không thể tin được Cảnh, cứ ban quan chức cho hắn thật hậu hĩ, rồi chờ xem biến hóa, Thái không nghe. Tháng 6, Thái phát hiện Cảnh có chỗ dối trá, gọi hắn vào triều, Cảnh không theo. Về sau, hắn đầu hàng nhà Lương.
Sau đó Cẩn lại được kiêm Đại hành đài thượng thư, Thừa tướng phủ Trưởng sử, soái binh trấn Đồng Quan, được gia thụ Hoa Châu thứ sử, tặng 1 vò rượu nếp lớn, một bộ chén bằng ngọc khuê.
Tháng 5 năm thứ 14 (548), được bái làm Tư không, tăng ấp 400 hộ.
Năm thứ 15 (549), Vũ Văn Thái cải cách quân đội, Cẩn được tiến vị Trụ quốc đại tướng quân.

### Bình định Giang Lăng
Năm thứ 16 (550), nhà Bắc Tề thay ngôi nhà Đông Ngụy, Vũ Văn Thái cất quân chinh phạt, lấy Cẩn làm Hậu quân đại đô đốc. Một con trai của ông được phong làm Diêm Đình huyện hầu, ấp 1000 hộ.
Năm đầu tiên thời Tây Ngụy Cung đế (554), Cẩn làm Ung Châu thứ sử. Trước đó, Ung Châu thứ sử của Lương là Nhạc Dương vương Tiêu Sát, vì anh trai Tiêu Dự bị Lương Nguyên đế Tiêu Dịch giết chết, nên sinh lòng oán hận, bèn dâng châu cầu viện Tây Ngụy. Lại thêm Vũ Văn Thái phát hiện Lương Nguyên đế sai sứ đi lại với Bắc Tề, nên quyết định vào tháng 9, sai bọn Vu Cẩn, Trung Sơn công Vũ Văn Hộ, Đại tướng quân Dương Trung lãnh 5 vạn binh tấn công nhà Lương.
Thái đến hang Thanh Nê đưa tiễn bọn họ. Kinh Châu thứ sử Trưởng Tôn Kiệm hỏi Cẩn: "Tiêu Dịch có thể làm được gì?" Cẩn đáp: "Bày quân men Hán, Miện, cuốn chiếu vượt Trường Giang, chạy thẳng đến Đan Dương, là thượng sách của hắn; dời cư dân quách ngoài , lui vào giữ thành trong , phòng bị chặt chẽ, chờ đợi viện binh, là trung sách của hắn; còn nếu không chịu di dời, ngồi giữ quách ngoài, là hạ sách của hắn." Kiệm lại hỏi: "Ông đoán Dịch sẽ theo sách nào?" Đáp: "Ắt dùng hạ sách." Hỏi: "Hắn bỏ Thượng dùng Hạ, sao vậy?" Đáp: "Họ Tiêu chiếm giữ Giang Nam, đã qua mấy chục năm. Gặp lúc Trung Nguyên nhiều việc, nên không phải lo nghĩ gì. Lại cho rằng ta còn cái vạ nước Tề, ắt chưa thể chia sức. Vả Dịch hèn mà vô mưu, đa nghi thiếu quyết đoán. Còn bọn ngu dân chẳng biết gì cả, đều lưu luyến nhà cửa, không chịu dời đi, cố giữ lấy quách ngoài. Nên sẽ dùng hạ sách vậy!"
Tháng 11, quân Tây Ngụy vượt Hán Thủy, Cẩn mệnh cho Hộ, Trung đưa kỵ binh tinh nhuệ chiếm Giang Tân (nay là bến đò phía nam Giang Lăng, Giang Tô), cắt đứt liên hệ giữa Giang Lăng và hạ du Trường Giang. Người Lương dựng công sự bằng gỗ ở ngoài Quách, chu vi hơn 60 dặm. Không lâu sau, Cẩn đến, mệnh cho đắp lũy dài, đốc quân bao vây. Lương Nguyên đế mấy lần sai quân ra đánh ở phía nam thành, đều bị quân Tây Ngụy đánh bại. Được 16 ngày, Quách bị vỡ, quân Lương lui vào giữ thành trong. Ngày hôm sau, Lương Nguyên đế đưa mọi người từ Thái tử trở xuống ra hàng (sau đó Nguyên đế bị giết).
Quân Tây Ngụy bắt được hơn 10 vạn nam nữ, thu lấy của cải trong kho lẫm, tìm được Hồn Thiên Nghi  được làm ra vào đời Lưu Tống, Nhật Quỹ Đồng Biểu  được làm ra vào đời Lương, Tướng Phong Ô  được làm ra vào đời Tào Ngụy, Bàn Li Phu bằng đồng , gương ngọc lớn chu vi từ 4 đến 7 thước, cùng các thứ xe cộ của Hoàng đế, đều dâng lên, không chút tơ hào; đưa Tiêu Sát lên ngôi, chỉnh đốn đội ngũ mà quay về.
Tháng 12, Vũ Văn Thái đến phủ đệ của Cẩn, bày tiệc rất vui vẻ, thưởng cho ông 1000 nô tỳ, cùng nhiều thứ bảo vật cùng 1 bộ nhạc Kim Thạch Ti Trúc  của nước Lương. Cẩn cố từ, Thái không chịu; lại lệnh cho chức quan Tư Nhạc làm 10 bài "Thường Sơn công bình Lương ca", sai mọi người hát lên.

### Một trong Lục quan
Cẩn tự cho mình nắm quyền đã lâu, vị cao vọng trọng, công danh đã vẹn, nên xin hưu nhàn. Bèn dâng lên tuấn mã vẫn cưỡi cùng các thứ khải giáp đang dùng. Thái biết ý, nên nói: "Nay giặc lớn chưa dẹp, ngài sao được một mình yên lành như vậy!" rồi không nhận.
Tháng giêng năm Tây Ngụy Cung đế thứ 3 (556), Thái đặt ra Lục quan, ông được bái làm Đại tư khấu .
Thái hoăng, con trai Vũ Văn Giác còn nhỏ, Vũ Văn Hộ tuy nhận cố mệnh, nhưng chức vị còn thấp, nên e ngại các công tước tranh quyền, các tướng soái không phục, ngầm đến thăm Cẩn. Ông khuyên Hộ hãy hăng hái nhận lấy trách nhiệm, không nhường cho ai cả. Trong hội nghị hôm sau, Cẩn đề nghị Hộ thay quyền của Thái, lời lẽ xúc động. Hộ nghiễm nhiên nhận lấy. Ông được Thái xem như đồng lứa, Hộ đối với ông vẫn rất cung kính. Đến nay, Cẩn vái Hộ, những người bên cạnh làm theo, nhân đó hội nghị đã có quyết định.

## Đời Bắc Chu: công danh trọn vẹn
Tháng giêng năm đầu tiên thời Bắc Chu Hiếu Mẫn đế (557), Cẩn được tiến phong Yên quốc công, thực ấp vạn hộ.
Tháng 2, ông được thăng làm Thái phó, cùng bọn Lý Bật, Hầu Mạc Trần Sùng tham nghị triều chính.
Tháng 3 năm Vũ Thành đầu tiên (559) thời Bắc Chu Hiếu Minh đế, Đại tư mã Hạ Lan Tường chinh thảo Thổ Cốc Hồn, Cẩn nắm quyền từ xa, bày đặt phương lược.
Năm Bảo Định thứ 2 (563) thời Bắc Chu Vũ đế, Cẩn lấy cớ già yếu, dâng biểu xin từ quan, Đế không phê chuẩn.
Tháng tư năm thứ 3 (564), Đế ban chiếu lấy Cẩn làm Quốc nguyên lão, một trong Tam lão. Ông cố từ, Đế không chịu, còn ban thêm cây gậy Duyên Niên (nghĩa là kéo dài tuổi thọ). Vũ đế làm lễ tiến phong Quốc nguyên lão cho Cẩn ở nhà Thái Học rất long trọng, cung kính.
Khi Tấn công Vũ Văn Hộ tấn công Bắc Tề, Cẩn bấy giờ già bệnh. Hộ cho rằng ông là cựu thần túc tướng, nên mời ông cùng đi, hỏi han việc quân. Sau khi lui quân, được ban 1 bộ chung khánh.
Năm Thiên Hòa thứ 2 (567), lại được ban 1 cỗ An xa. Tháng 7, được thụ chức Ung Châu mục.
Năm thứ 3 (568), hoăng khi đang ở chức, hưởng thọ 76 tuổi. Vũ đế đến viếng tang, có chiếu cho Tiếu vương Vũ Văn Kiệm giám hộ tang sự, ban ngàn tấm lụa, 5000 hộc lúa, được giữ nguyên quan chức, gia Sứ trì tiết, Thái sư, Ung, Hằng,... 20 châu chư quân sự, Ung Châu thứ sử, thụy là Văn. Khi chôn cất, từ vương công trở xuống, đều đưa tiễn ra khỏi kinh thành trăm dặm. Được thờ trong miếu của Vũ Văn Thái.

## Đánh giá
Cẩn có trí mưu, rất được bề trên tín nhiệm. Danh vị tuy trọng, vẫn khiêm nhường kiềm chế. Mỗi khi vào triều, không đưa theo quá đôi ba kỵ sĩ. Triều đình nếu có quân quốc sự vụ, phần nhiều do ông quyết đoán. Cẩn dốc trọn tài trí, hết lòng với họ Vũ Văn, trước sau như một, không có lời nào vì ý riêng.
Cẩn dạy dỗ con cháu, khuyên răn cẩn trọng. Ông tuy tuổi đã cao mà răng vẫn còn mọc, được đãi ngộ long trọng, con cháu đầy đàn, đều được hiển đạt, đương thời không ai bì kịp.

## Hậu nhân
Cẩn có chín con trai: Thực, Dực, Nghĩa, Trí, Thiệu, Bật, Giản, Lễ, Quảng. Thực được kế tự.
Con thứ của Thực là Trọng Văn, danh tướng đời Tùy.
Dực là Thái úy đời Tùy.
Cháu nội của Nghĩa là Chí Ninh, một trong 18 Học sĩ đời Đường.